# Chaudhari
Chaudhari (nepalski: चौधारी) – gaun wikas samiti w zachodniej części Nepalu w strefie Seti w dystrykcie Bajhang. Według nepalskiego spisu powszechnego z 2011 roku liczył on 707 gospodarstw domowych i 3406 mieszkańców (1882 kobiety i 1524 mężczyzn).